# Leptotarsus (Longurio) eucryptus
Leptotarsus (Longurio) eucryptus is een tweevleugelige uit de familie langpootmuggen (Tipulidae). De soort komt voor in het Neotropisch gebied.